# Drypetes ilicifolia
Drypetes ilicifolia là một loài thực vật có hoa trong họ Putranjivaceae. Loài này được (DC.) Krug & Urb. mô tả khoa học đầu tiên năm 1892.